# Магістральний гідравлічний транспорт
Гідравлічний транспорт магістральний (англ. main pipeline transport; нім. hydraulische Fernförderung f) — різновид напірного гідравлічного транспорту, призначений для переміщення різних твердих сипких матеріалів в рідкому несучому середовищі по трубопроводах на відстані в десятки і сотні км від джерел їх отримання до місць переробки і споживання. Дозволяє з'єднати великі пром. об'єкти (наприклад, «шахта — теплова електростанція» або «коксохім. завод, рудник або збагач. ф-ка — металургійний завод» тощо).
Матеріалами, що транспортуються, можуть бути вугілля, руда, концентрати, гірничохім. сировина, буд., матеріали і інш.
| Місце знаходження         | Країна            | Матеріал, що транспортується | Довжина, км | Діаметр, мм | Продуктивність, млн т/рік |
| ------------------------- | ----------------- | ---------------------------- | ----------- | ----------- | ------------------------- |
| Блек-Меса, Аризона        | США               | вугілля                      | 439         | 457; 366    | 5,8                       |
| Мерлебак, Лоррейн         | Франція           | вугілля                      | 9           | 381         | 1,5                       |
| Самарко, Мінас-Жерайс     | Бразилія          | залізний концентрат          | 403         | 508/457     | 12                        |
| Севідж-Рівер, о. Тасманія | Австралія         | залізний концентрат          | 85          | 228         | 2,3                       |
| Кудремукх                 | Індія             | залізний концентрат          | 48          | 508/457     | 7,5                       |
| Пенья-Колорада            | Мексика           | залізний концентрат          | 48          | 203         | 1,8                       |
| Сьєрра-Гранде             | Аргентина         | залізний концентрат          | 32          | 203         | 2,1                       |
| Лас-Тручас                | Мексика           | залізний концентрат          | 27          | 254         | 1,5                       |
| Західний Іран (Іран-Джая) | Індонезія         | мідний концентрат            | 111         | 102         | 0,3                       |
| Бугенвіль                 | Папуа Нова Гвінея | мідний концентрат            | 27          | 152         | 1                         |
| Ель-Сальвадор             | Чилі              | мідний концентрат            | 22,4        | 152         | 0,3                       |
| Пінто-Валлі, Аризона      | США               | мідний концентрат            | 17,6        | 102         | 0,4                       |
| Акіта                     | Японія            | хвости мідних руд            | 64          | 200         | 1                         |
| Вален, Мінас-Жерайс       | Бразилія          | фосфати                      | 118         | 228         | 2                         |
| Кенсуерт                  | Англія            | вапняк                       | 92          | 254         | 1,7                       |
| Калаверас, Каліфорнія     | США               | вапняк                       | 27          | 178         | 1,5                       |
| Гладстон, Квінсленд       | Австралія         | вапняк                       | 24,2        | 200         | 1                         |
| Сандерсвілл, Джорджія     | США               | каолін                       | 45          | 254         | 0,4                       |

Як несуче середовище може використовуватися вода (переважно), а також нафта і нафтопродукти, метанол, зріджений природний та вуглекислий газ. Пром. застосування отримав у 50-х рр. XX ст. Деякі перспективні технічні рішення передбачають поєднання магістрального гідравлічного транспорту з іншими технологічними процесами (наприклад, масляною агрегацією вугілля) безпосередньо у вуглепроводі.